# Oberstdorf
Oberstdorf (Baviera, Alemania) es un municipio del distrito suabo de Alta Algovia. Se encuentra en los alpes de Algovia y está designada como balneario. Es un importante centro de deportes invernales y es una de las paradas del Torneo de los Cuatro Trampolines, la competencia de salto de esquí más importante del mundo.
Con una extensión de 230 km² representa el punto más meridional de Alemania, y dentro del estado de Baviera es solo superado en superficie por la capital Múnich y por Lenggries.

## Historia
La primera mención en documentos ocurre en el año 1141. El emperador Maximiliano I le otorgó en 1495 el derecho de ciudad de mercado. En 1544 Sebastian Münster la menciona como balneario en su obra, Cosmographia. Durante la Guerra de los Treinta Años fue saqueada por las fuerzas suecas en tres ocasiones: 1632, 1634 y 1647. A estas calamidades hay que agregar que en 1634 un brote de peste mató a 700 habitantes de la ciudad.
La primera escuela fue construida en 1787. En mayo de 1865 un incendio destruyó dos terceras partes de los edificios de la ciudad. A partir de 1885 el turismo se convierte en un factor económico importante y en 1926 se realiza le primera competencia de salto en esquí. Con la apertura del teleférico a la cima del Nebelhorn en 1930 incrementa el turismo a la región, sucediéndole en 1950 el teleférico de Söllereck y en 1972 el de Fellhorn.
A partir de 1992 se restringió el tráfico automovilístico considerablemente en el centro de la ciudad. Existen alrededor de 1000 plazas de aparcamiento en la entrada de la localidad y una línea de autobús municipal.

## Clima
El clima de Oberstdorf es de tipo continental húmedo, con un invierno riguroso con temperaturas bajo cero durante la mayor parte del mismo, y un verano suave. La humedad se sitúa ligeramente por encima del 80% de media anual.
Durante los meses de verano se producen fuertes tormentas, provocando en ocasiones inundaciones. En total hay una media de 160 días anuales de lluvia.
| Parámetros climáticos promedio de Oberstdorf | Parámetros climáticos promedio de Oberstdorf | Parámetros climáticos promedio de Oberstdorf | Parámetros climáticos promedio de Oberstdorf | Parámetros climáticos promedio de Oberstdorf | Parámetros climáticos promedio de Oberstdorf | Parámetros climáticos promedio de Oberstdorf | Parámetros climáticos promedio de Oberstdorf | Parámetros climáticos promedio de Oberstdorf | Parámetros climáticos promedio de Oberstdorf | Parámetros climáticos promedio de Oberstdorf | Parámetros climáticos promedio de Oberstdorf | Parámetros climáticos promedio de Oberstdorf | Parámetros climáticos promedio de Oberstdorf |
| Mes                                          | Ene.                                         | Feb.                                         | Mar.                                         | Abr.                                         | May.                                         | Jun.                                         | Jul.                                         | Ago.                                         | Sep.                                         | Oct.                                         | Nov.                                         | Dic.                                         | Anual                                        |
| -------------------------------------------- | -------------------------------------------- | -------------------------------------------- | -------------------------------------------- | -------------------------------------------- | -------------------------------------------- | -------------------------------------------- | -------------------------------------------- | -------------------------------------------- | -------------------------------------------- | -------------------------------------------- | -------------------------------------------- | -------------------------------------------- | -------------------------------------------- |
| Temp. máx. media (°C)                        | 2.9                                          | 4.4                                          | 8.1                                          | 11.4                                         | 16.7                                         | 19.1                                         | 21.7                                         | 21.5                                         | 18.2                                         | 13.6                                         | 7.2                                          | 3.6                                          | 12.4                                         |
| Temp. mín. media (°C)                        | -6.6                                         | -6.1                                         | -2.8                                         | 0.3                                          | 4.6                                          | 7.9                                          | 10.2                                         | 10.1                                         | 6.8                                          | 2.8                                          | -2.4                                         | -5.3                                         | 1.7                                          |
| Precipitación total (mm)                     | 126                                          | 112                                          | 128                                          | 121                                          | 140                                          | 210                                          | 229                                          | 200                                          | 145                                          | 115                                          | 142                                          | 134                                          | 1802                                         |
| Fuente: Wetterkontor.de Consultado en 2013   |                                              |                                              |                                              |                                              |                                              |                                              |                                              |                                              |                                              |                                              |                                              |                                              |                                              |

## Turismo

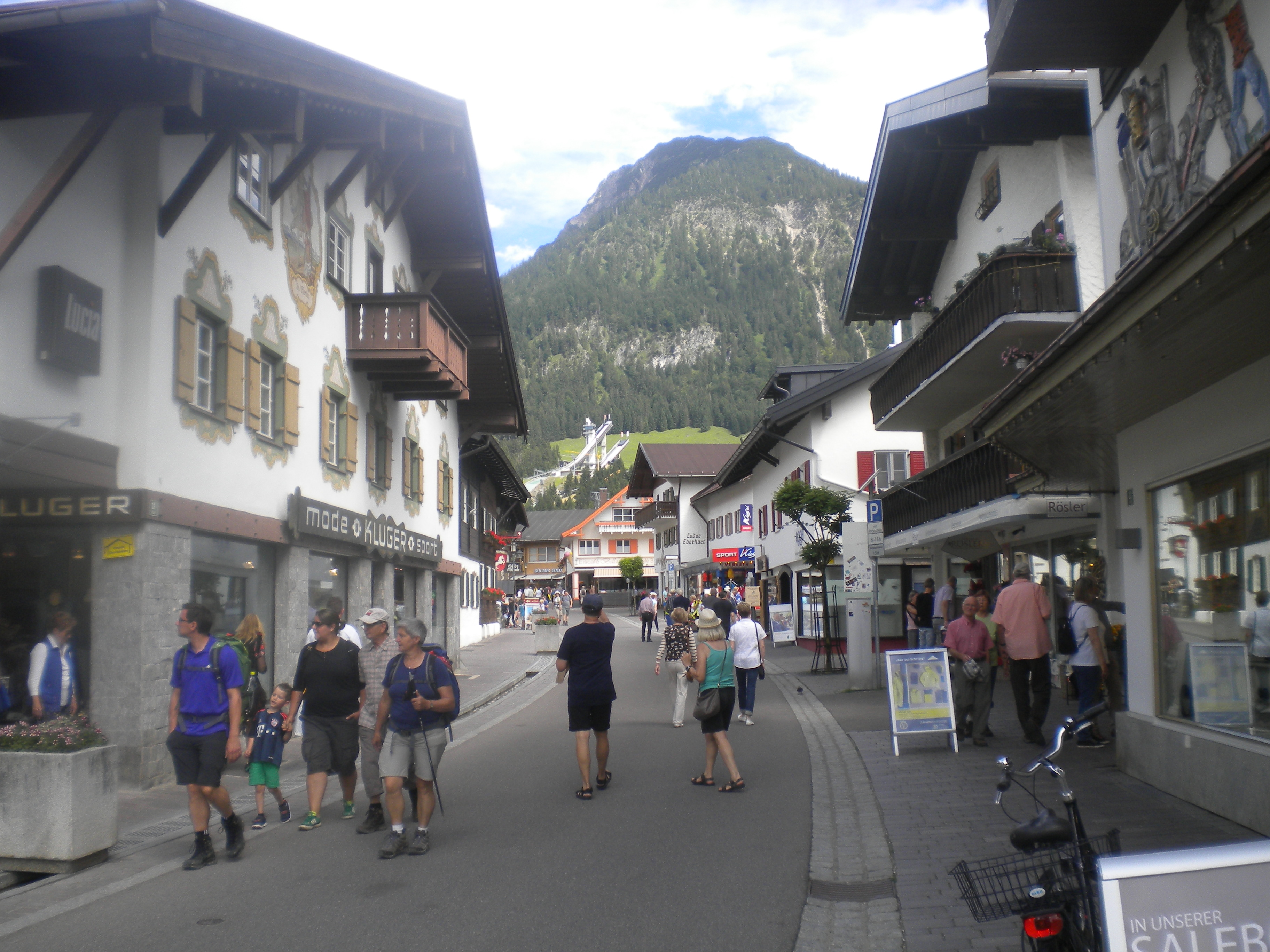
Vista de la Oststrasse de Oberstdorf

Con 17.000 camas y 2.5 millones de pernoctaciones al año, es uno de los centros turísticos más importantes de Alemania. La región cuenta con 200 kilómetros de caminos para la práctica del senderismo, 85 kilómetros de pistas para la práctica del esquí de fondo y 44 kilómetros de pistas para la práctica del esquí alpino. El 75% del territorio de la región está clasificado como una reserva natural.

## Deporte
Oberstdorf es un importante centro para la práctica de los deportes invernales. Desde 1953 es una de las paradas del Torneo de los Cuatro Trampolines y además fue escenario del Campeonato Mundial de Esquí Nórdico en 1987 y 2005. Cuenta con un centro de patinaje y una escuela internado para deportes invernales.